# Роз'їзда Ібрагімово
Роз'їзда Ібрагі́мово (рос. Разъезда Ибрагимово, башк. Ибраһим разъезы) — присілок у складі Кармаскалинського району Башкортостану, Росія. Входить до складу Савалеєвської сільської ради.
Населення — 48 осіб (2010; 52 в 2002).
Національний склад:
- чуваші — 100 %